# Valerio Curti
Valerio Curti, (ur. 10 listopada 1978 w Fano) – włoski siatkarz, występujący obecnie we włoskiej Serie A, w drużynie Bre Banca Lannutti Cuneo. Gra na pozycji środkowego.

## Kariera
- 1996–1999 Ceramiche Provenza Sassuolo
- 1999–2000 Della Rovere Carifano
- 2000–2003 Esse-ti Carilo Loreto
- 2003–2004 Unimade Parma
- 2004–2005 Terra Sarda Cagliari
- 2005- Bre Banca Lannutti Cuneo